# Пинеллас (округ)
Пине́ллас (англ. Pinellas county) — округ штата Флорида Соединённых Штатов Америки. На 2000 год в нем проживало 921 482 человека. 
Согласно оценке Бюро переписи населения США в 2008 году население округа составляло 910 260 человек. 
Окружным центром является город Клируотер.

## История
Округ Пинеллас был сформирован в 1911 году. Своё название он получил от испанского названия Punta Piñal («место сосен»).
В 1966 году округ был награждён премией «All-America City Award» (с англ. — «Всеамериканский город») присуждаемой Национальной гражданской лигой, которую неофициально называют «Нобелевской премией за конструктивное гражданство» и которая выдается за активную гражданскую позицию жителей некорпоративных сообществ Соединённых Штатов в жизни местного самоуправления.